# احمد خوزیمی بن پیه
احمد خوزیمی بن پیه (انگلیسی: Khuzaimi Piee؛ زادهٔ ۱۱ نوامبر ۱۹۹۳) بازیکن فوتبال است.
وی همچنین در تیم ملی فوتبال مالزی بازی کرده‌است.